# Franklin (Québec)
Pour les articles homonymes, voir Franklin.
Franklin est une municipalité dans la municipalité régionale de comté du Haut-Saint-Laurent au Québec, située dans la région de la Montérégie au sud du pays du Suroît.

## Toponymie
La municipalité est nommée en l'honneur du capitaine John Franklin, explorateur décédé dans l'Arctique alors qu'il cherchait le passage du Nord-Ouest.

## Histoire
La municipalité est issue, en 1974, de la fusion du canton de Franklin fondé en 1874 et de la municipalité de la paroisse de Saint-Antoine-Abbé-Partie-Nord-Est fondée en 1860. 
Principaux éléments de l'histoire de Franklin :
- Vers 1788 : arrivée du premier colon, Asa Smith.
- Début du XIXe siècle : arrivée de colons venant des États-Unis, d'Irlande et d'Angleterre.
- 1830 : construction de l'école de Franklin Centre.
- 1854 (18 juillet) : érection canonique de la paroisse Saint-Antoine-Abbé ; son territoire couvre une partie du canton de Franklin et de la seigneurie de Beauharnois.
- 1855 (1er juillet) : constitution de la municipalité du canton de Hemmingford.
- 1857 : constitution de la municipalité du canton de Franklin par détachement de celle du canton de Hemmingford.
- 1860 : nomination du premier curé résidant, qui n'est nul autre que Antoine Labelle, et ouverture des registres de la paroisse.
- 1860 (8 juin) : constitution de la municipalité de la paroisse de Saint-Antoine-Abbé-Partie-Nord-Est.
- 1863 : constitution de la municipalité du canton de Havelock par détachement de celle du canton de Hemmingford.
- 1868 : ouverture d'un bureau de poste sous le nom de Franklin Centre.
- 1878 : constitution de la municipalité du village de Hemmingford par détachement de celle du canton de Hemmingford.
- 1923 : la population est de 1 050 âmes.
- 1973 (31 mars) : regroupement des municipalités de Saint-Antoine-Abbé-Partie-Nord-Est et du canton de Franklin sous le nom de cette dernière.

## Urbanisme
La municipalité est composée de deux noyaux principaux : Franklin Centre à l'intersection des routes 202 et 209 et Saint-Antoine-Abbé à l'intersection des routes 201 et 209. Les principaux secteurs géographiques de la municipalité comprennent :
- Le hameau de Franklin Centre est situé au pied de la Covey Hill et est considéré par la MRC comme un lieu d'intérêt architectural comptant une ancienne église congressiste, l'église Franklin United et l'hôtel de ville.
- Le village de Saint-Antoine-Abbé est constitué de plusieurs secteurs domiciliaires dynamiques, d'une église catholique ainsi que de plusieurs commerces.
- La zone rurale de Doréa est composée de 18 maisons jumelées, de 4 chalets, d'une habitation à loyer modique de 9 logements et du site de l'ancien institut psychiatrique Doréa, vacant depuis 1995 et dont les bâtiments ont été démolis.
- Le lieu-dit de Maritana.
- Le lieu-dit de Bridgetown.

La municipalité possède un centre communautaire situé dans le secteur Saint-Antoine-Abbé. Dans le cadre du FIMR, le fonds sur l'infrastructure municipale rurale, la municipalité est en train d'implanter un réseau d'égout et d'aqueduc dans le village de Saint-Antoine-Abbé, là où la qualité de l'eau potable laisse à désirer et où la taille des propriétés est trop faible pour permettre la construction d'installations septiques conformes au règlement actuel.
Il existe deux écoles primaires sur le territoire.
L'école Centrale de Saint-Antoine-Abbé, de langue française, accueillait en 2006-07 123 élèves et l'école Franklin Elementary, de langue anglaise, accueillait en 2005-06 48 élèves.

## Géographie
La municipalité de Franklin se trouve au centre du pays du Suroît. Le territoire est de forme plutôt irrégulière. Il est borné à l'ouest par Hinchinbrooke, au nord-ouest par Ormstown, au nord par Très-Saint-Sacrement, au nord-est par Saint-Chrysostome, à l'est par Havelock et au sud par l'État de New York,  Située à flanc de montagne, le niveau du sol passe de 100 m à 320 m d'altitude du nord au sud. La municipalité est voisine de la frontière américaine avec l'État de New York. L'accès aux États-Unis se fait par la route 209 et donne accès à la ville de Churubusco.
La superficie totale de la municipalité couvre 112,62 km2 dont 112,12 km2 sont terrestres. L'hydrographie est très importante dans la municipalité de Franklin. Celle-ci compte le plus grand nombre de milieux humides dans la MRC Le Haut-Saint-Laurent, selon une étude produite par Géomont. La municipalité est traversée par plusieurs cours d'eau dont la rivière aux Outardes Est qui la traverse du sud-est vers le nord-ouest, la rivière Noire qui, à partir de son crénon dans le nord-est, coule vers l'est. La réserve écologique du Pin-Rigide est l'une des plus importantes concentrations de l'espèce protégée pin rigide. De plus, le boisé de Franklin est un important site de pacage du cerf de Virginie.

## Démographie
En 2021, la population de Franklin s'élevait à 1 635 habitants. La population connaît une baisse de 53 personnes ( 3.1 %) entre 2011 et 2021. La densité brute de la population est de 14,6 habitants/km2 pour l'ensemble de la municipalité.
| 1991  | 1996  | 2001  | 2006  | 2011  | 2016  | 2021  |
| ----- | ----- | ----- | ----- | ----- | ----- | ----- |
| 1 736 | 1 640 | 1 603 | 1 651 | 1 688 | 1 636 | 1 635 |

## Administration
Le conseil municipal comprend le maire et six conseillers. Les élections municipales ont lieu tous les quatre ans en bloc et sans division territoriale. À l'élection de 2013, la mairesse sortante Suzanne Yelle Blair et quatre des six conseillers sont élus sans opposition.
| | 2009-2013                                                                                | 2013-                                                                                      | 2017                                                                                               |
| --- | ---------------------------------------------------------------------------------------- | ------------------------------------------------------------------------------------------ | -------------------------------------------------------------------------------------------------- |
| Maire | Suzanne Yelle Blair                                                                      | Suzanne Yelle Blair                                                                        | Douglas Brooks                                                                                     |
| Conseillers | Sylvain Barré Douglas Brooks Lionel Couton Marc-André Laberge Yves Métras Albert Schinck | Sylvain Barré Douglas Brooks Marc-André Laberge Vincent Meloche Yves Métras Albert Schinck | Marc-André Laberge Sébastien Rémillard Michel Vaillancourt Vincent Meloche Yves Métras James Mavré |
| (Entre parenthèses) Proportion des voix. (a) Élu sans opposition. * Élu au début du terme mais ayant quitté avant la fin du terme. ** Non élu au début du terme mais en cours de terme. |                                                                                          |                                                                                            | |

| Franklin Maires depuis 2005                                                                                          |                     |         |          |
| Élection | Maire               | Qualité | Résultat |
| 2005 | Suzanne Yelle Blair |         | Voir     |
| 2009 | Suzanne Yelle Blair | Voir    |          |
| 2013 | Suzanne Yelle Blair | Voir    |          |
| 2017 | Douglas Brooks      |         | Voir     |
| 2021 | Yves Métras         |         | Voir     |
| Élection partielle en italique Depuis 2005, les élections sont simultanées dans toutes les municipalités québécoises |                     |         |          |

La population locale est représentée par le député de la circonscription de Huntingdon à l'Assemblée nationale du Québec et de Beauharnois-Salaberry à la Chambre des communes du Canada.

## Économie
L'économie de la ville et de la région est spécialisée dans la pomiculture, l'acériculture et dans d'autres activités maraîchères. L'un des plus importants employeurs et propriétaires de terrains de la municipalité est Les Vergers Leahy. Les autres exploitants comprennent notamment les Vergers Blair, les Vergers Kryka ainsi que les Vergers Ivanhoé Faille.
Un des plus importants camping de la province se situe sur le territoire de la municipalité, soit le camping Lac des Pins, comptant 1116 emplacements. Deux autres campings, plus petits, se trouvent sur le territoire de la municipalité de Franklin : le camping Sandy Sun (138 sites) et le centre naturiste de la Pommerie (195 sites). On retrouve aussi un boulanger artisan, quelques restaurants, un marché d'alimentation et une quincaillerie, la plupart étant situés dans le noyau villageois de Saint-Antoine-Abbé.
Deux sites d'entreposage de pneus usés sont présents sur le site de la municipalité. La superficie totale d'entreposage des deux sites est de 72 hectares. Le dépôt Gagnier de 22 hectares comptant environ 6 millions de pneus (en 2003) 
Le dépôt Gagnier est maintenant vide depuis le mercredi 30 septembre 2008. Le dépôt Franklin de 48 hectares comptant environ 12 millions de pneus (en 2003). Une usine de transformation agricole est aussi présente sur le territoire, l'usine des Vergers Leahy, producteur des collations Délipomme.

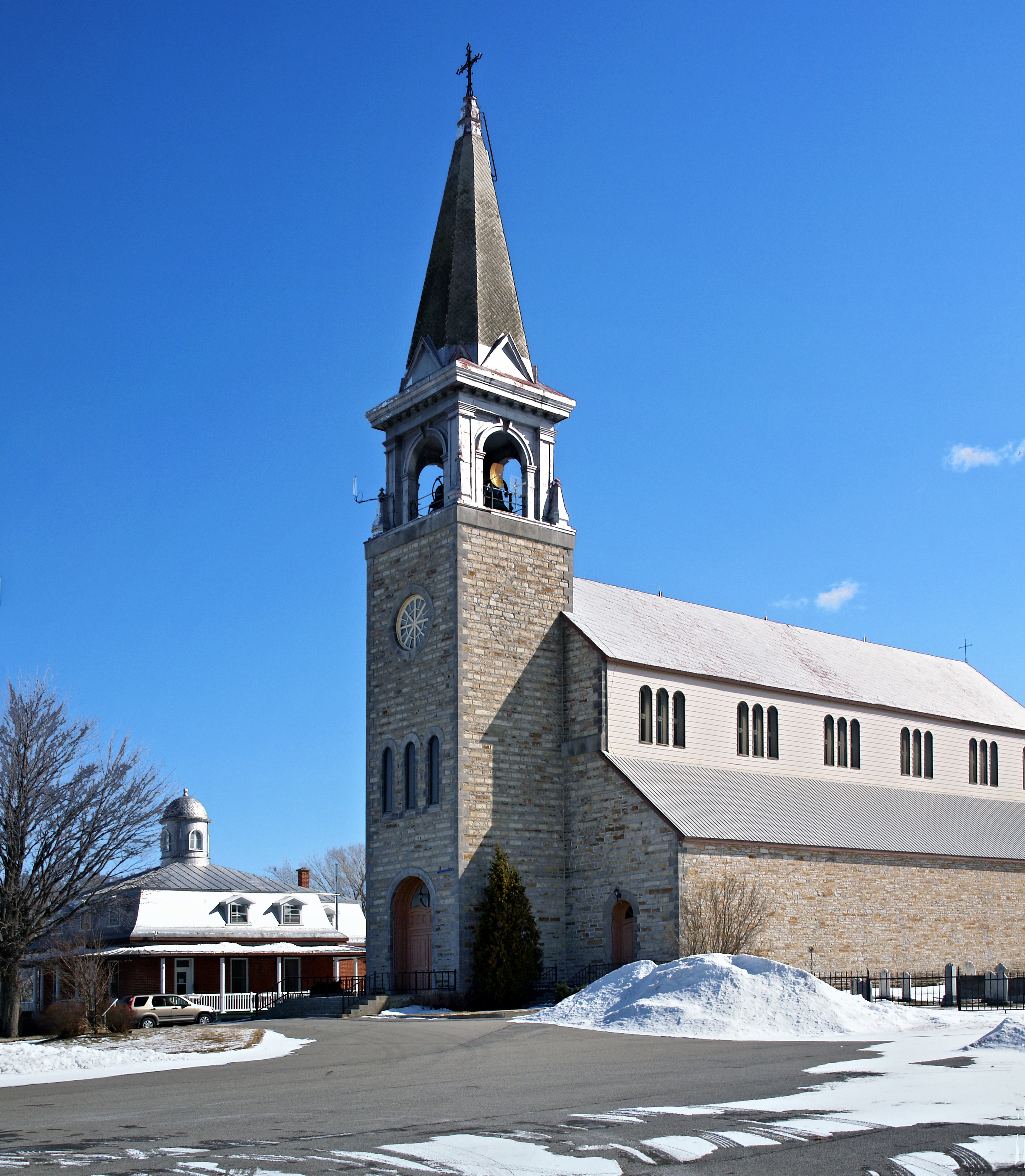
L'église catholique à Saint-Antoine-Abbé
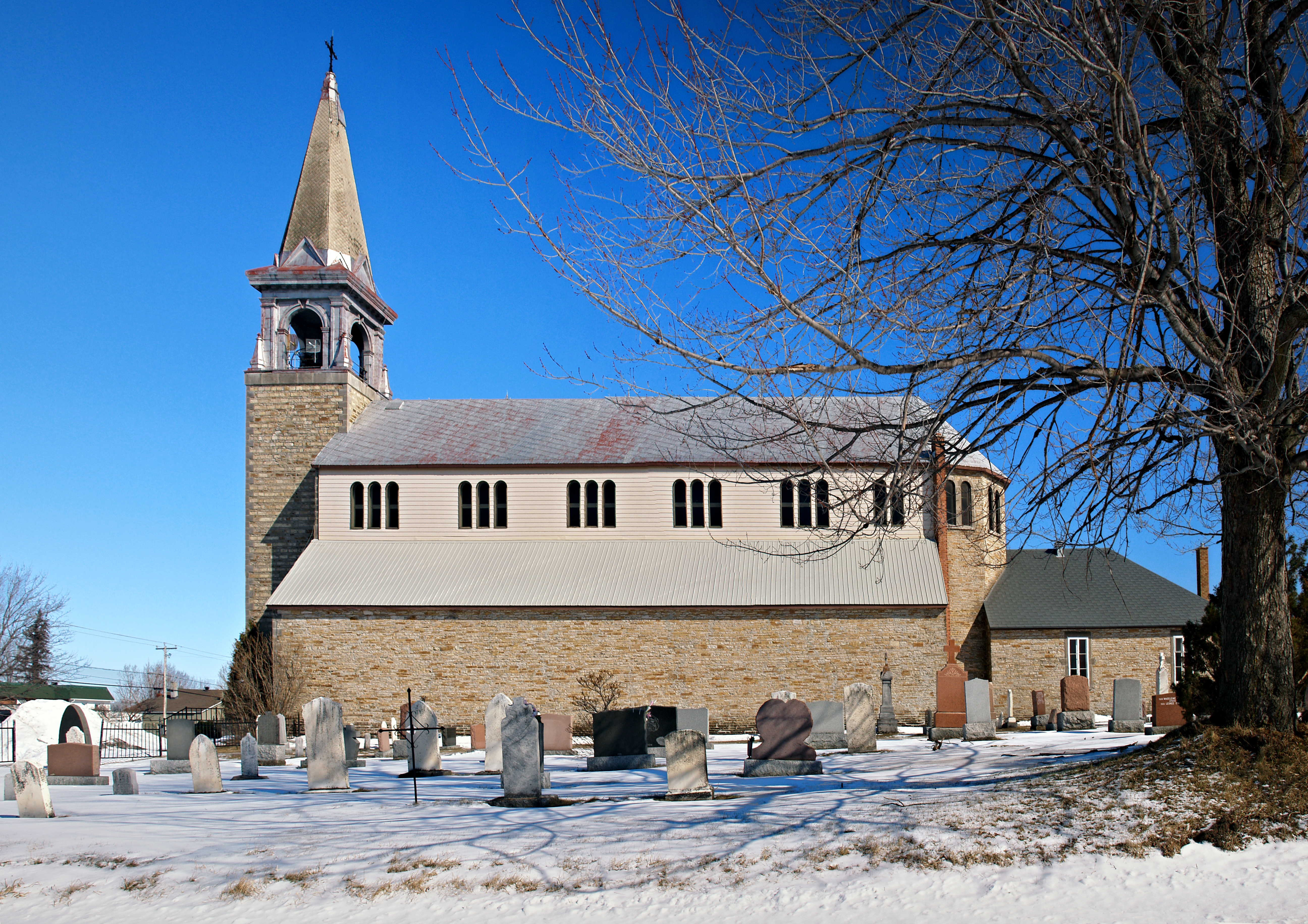
Vue latérale